# Marià Aguiló
Aguiló  Fuster est un nom espagnol. Le premier nom de famille, en général paternel, est Aguiló ; le second, en général maternel, souvent omis, est Fuster.
Pour les articles homonymes, voir Aguiló.

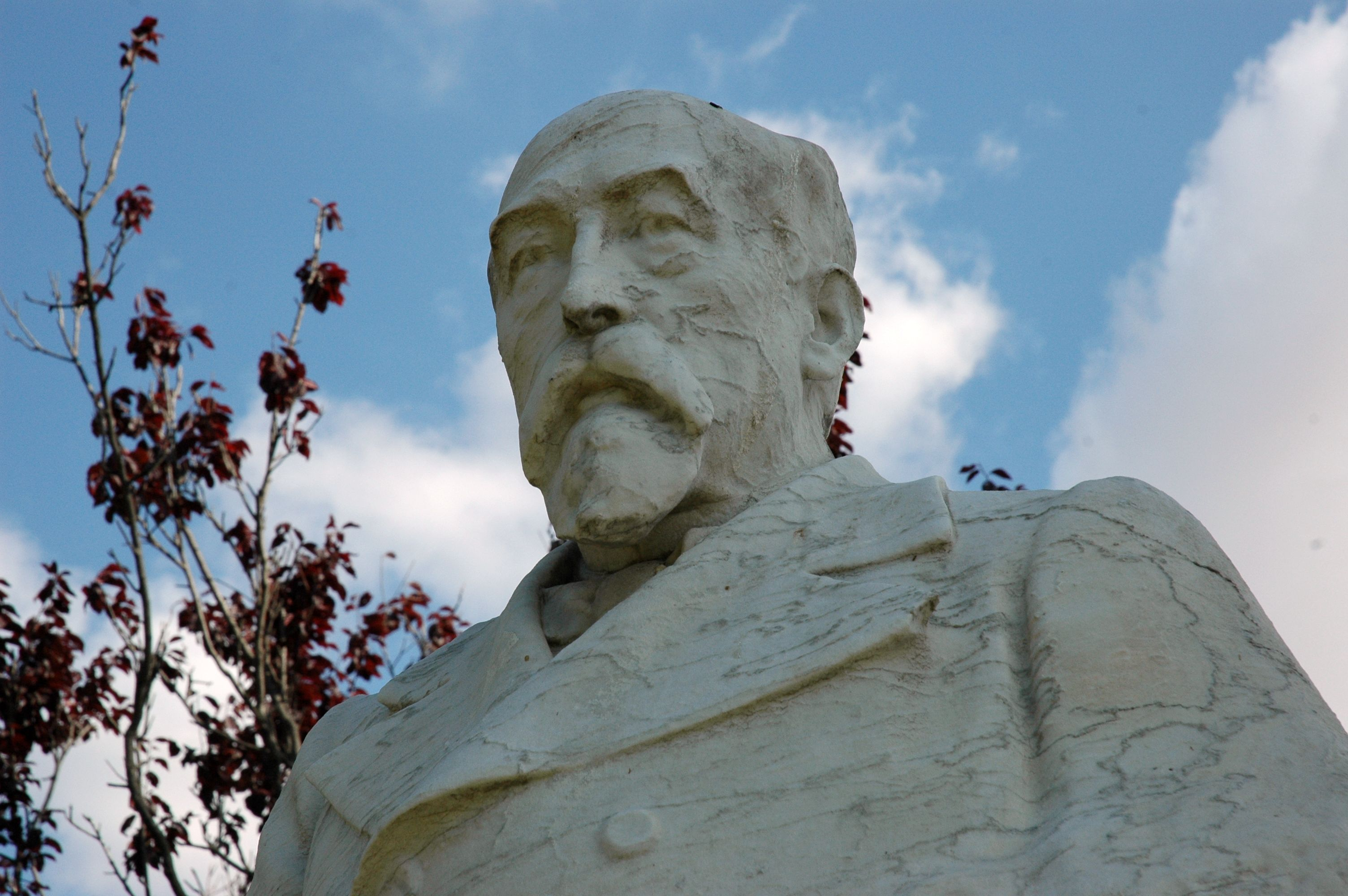
Statue de Marià Aguiló au Parc de la Ciutadella de Barcelone.

Marià Aguiló i Fuster (en catalan) ou Mariano Aguiló y Fuster (en castillan), né à Palma le 16 mai 1825 et mort à Barcelone le 6 juin 1897, est un poète romantique et érudit majorquin d'expression catalane. En tant que philologue, folkloriste et bibliographe, il est une figure centrale du mouvement de la Renaixença, le mouvement de « Renaissance » de la langue catalane après des siècles de « décadence » et l'un des intellectuels les plus influents du XIXe siècle dans l'espace catalanophone.
Il est le neveu de Tomàs Aguiló i Cortès, qui l'initie à la pratique de la poésie.

## Biographie
Issu d'une famille aisée d'origine chueta, il fait ses études secondaires à l'Institut Balear, puis étudie le droit à l'université de Barcelone, mais il n’exerce jamais, car il se consacre très tôt entièrement à l’étude et à la promotion de la langue et de la culture catalanes,,. Il fréquente alors les cercles intellectuels romantique catalanistes de la Renaixença  (notamment autour de l’Acadèmia de Bones Lletres) et se lie d'amitié avec Pau Piferrer, Joaquim Rubió i Ors, Manuel Milà i Fontanals ou Francisco Javier Llorens i Barba, appartenant au courant conservateur du mouvement, avec qui il contribue au mouvement catalan de récupération philologique,,.
Membre du corps d’archivistes à partir de 1849, il effectue des recherches dans les bibliothèques d’Espagne et de France,. En 1852, il séjourne à Madrid pour consulter les manuscrits catalans des bibliothèques locales et de l’Escurial,.  Il participe activement à la recherche de manuscrits anciens, à la compilation de poésies médiévales catalanes et à l’étude et l'édition critique de ces matériaux. Il devient une figure capitale dans la reconstitution du patrimoine littéraire catalan.
En 1858, il est nommé bibliothécaire à l’université de Valence et directeur de Bibliothèque provinciale de la ville, il y impulsa et mena un efficace travail de récupération littéraire de la langue catalane, période où il travaille à son œuvre majeure, Catálogo de obras en lengua catalana impresas desde 1474 hasta 1860 (« Catalogue d'œuvres en langue catalane imprimées depuis 1474 jusqu'à 1860 »), récompensé en 1860 par la Bibliothèque nationale d’Espagne, mais publié seulement en 1923 par son fils Àngel,.
En 1861, il revient pour s'y installer définitivement à Barcelone, où il poursuit son activité intellectuelle et dirige la bibliothèque universitaire de 1871 jusqu’à sa retraite,,.
Il joue un rôle décisif dans la récupération et la valorisation du catalan comme langue littéraire, par son action dans les milieux savants et bibliophiles.

## Œuvre poétique
Son œuvre poétique, peu volumineuse, est marquée par l’influence romantique. Elle se caractérise par une recherche de la pureté linguistique, un fort sentiment de patriotisme linguistique et culturel, mais sans grandiloquence, et un lyrisme discret. Malgré son volume restreint, l'apport d'Aguiló au champ poétique reste important. Il est perçu comme un poète austère mais sincère, dont l’influence dépasse la simple production littéraire.
Il pratique la poésie depuis les années 1840 etcollabore activement et est une figure majeure des Jeux floraux, où il remporte plusieurs prix,. Il est  lauréat de la Fleur naturelle en 1864, proclamé maître en gai savoir en 1866, mainteneur des Jeux à plusieurs reprises (1862, 1873, 1874 et 1883) et président (1867 et 1888),. Il y prononce plusieurs discours marquants sur la langue et la poésie populaire catalanes,. Il défend une normalisation linguistique et une standardisation de la langue catalane fondée sur la tradition médiévale et la diversité dialectale,. Sa poésie, romantique et empreinte de patriotisme, fusionne culture érudite et tradition orale, et est saluée pour sa langue épurée,.  Il est publié pour l'essentiel dans La Ilustració Catalana, et dans le recueil Poesies (1873).
Ses textes les plus significatifs ont été réunis après sa mort dans Records de joventut (1900), Poesies completes (1925) et Poemes inicials (1990),.

## Promoteur culturel et éditeur
Il édite de nombreux textes anciens dans le cadre de la Biblioteca Catalana, et contribue activement à la redécouverte du patrimoine littéraire médiéval en catalan. Il est l’un des grands artisans de la récupération historique et culturelle catalane et un contributeur primordial à la définition d’une identité catalane moderne,.
Bibliophile passionné, il réalise des éditions soignées des classiques catalans, notamment dans la collection Biblioteca Catalana et dans le Cançoneret de les obretes en nostra llengua materna més divulgades durant los segles XIV, XV e XVI,. Il publie des textes de Ramon Llull, Joanot Martorell, Boèce, Bernat Boades ou encore le Libre dels feyts,. Aguiló œuvre à la codification lexicographique du catalan et compile un important matériel folklorique (Romancer popular de la terra catalana, 1893) et un dictionnaire dialectal en huit volumes, partiellement édité (Diccionari Aguiló, 1915–1934), fruit de décennies de travail de terrain (recherches orales et écrites réalisées dans l'ensemble des Pays catalans),,.
Dans les années 1870, il figure sur la première liste des majoraux du Félibrige.
Il est membre de l'Académie des belles-lettres de Barcelone, de la  Societat Arqueològica Lul·liana de Majorque, de l’Académie royale d’histoire de Madrid, de l'Académie royale des Beaux-Arts Saint-Ferdinand,, et de la Reial Acadèmia Catalana de Belles Arts de Sant Jordi.[réf. nécessaire]

## Postérité
La postérité d’Aguiló est double : d’une part comme père fondateur de la Renaixença dans son versant philologique, et d’autre part comme figure morale du catalanisme culturel.
Son legs principal réside dans sa conception du catalan comme langue digne d’une culture complète — scientifique, littéraire et populaire.
Il est reconnu comme l’un des plus grands érudits catalans du XIXe siècle.

## Œuvres
- Romancer popular de la terra catalana (1893)
- Llibre de l'amor (1898)
- Llibre de la mort (1898)
- Records de jovenesa (1900)
- Catálogo de las obras en lengua catalana impresas desde 1474 hasta 1860 (1927)